# Presidentvalet i Ukraina 2014
Presidentvalet i Ukraina ägde rum den 25 maj 2014, samma dag som europaparlamentsvalet. När alla vallokaler rapporterat sina röster hade Petro Porosjenko vunnit valet med 54,7 procent, vilket innebar en absolut majoritet och därför inget behov av en andra valomgång. 
Ukrainas valkommission beräknade att 55,33 procent av de röstberättigade deltog i valet. I två av landets regioner (Donetsk oblast och Luhansk oblast) kunde endast 20 procent av vallokalerna hålla öppna, på grund av våld och hot om våld från proryska separatister. På Krim kunde valet inte genomföras alls, eftersom halvön annekterats av Ryska federationen.
Ukrainas president väljs för en period av fem år i direkta, allmänna val. Ingen kan väljas till mer än två på varandra följande presidentvalsperioder. Valet 2014 var det sjätte presidentvalet i Ukraina sedan självständigheten 1991. För att kandidera i presidentvalet måste man vara fyllda 35 år, ha ukrainskt medborgarskap, ha bott permanent i Ukraina i tio år före valdagen och behärska landets officiella språk ukrainska.

## Kandidater

### Regionernas parti
Viktor Janukovytj meddelade 28 februari från sin exil i Ryssland att han inte tänkte att delta i presidentvalet. Anledningen är att han inte tycker att själva valet är legitimt. Partiet nominerade Mychajlo Dobkin, tre självständiga kandidater var tidigare medlemmar av partiet; Jurij Bojko, Serhij Tihipko och Oleg Tsarjov, men dessa tre blev uteslutna ur partiet 7 april 2014.

### Fäderneslandsförbundet
Den tidigare oppositionen mot Viktor Janukovytj är splittrad i sina politiska mål, förutom den att få bort Janukovytj. Den saknar en tydlig ledare, som man tidigare har haft i Viktor Jusjtjenko och senare i Julia Tymosjenko.
Julia Tymosjenko hade inte någon framträdande roll i Euromajdan, förutom att hon hungerstrejkade 25 november–6 december och framförde krav på regeringens omedelbara avgång i ett tal som lästes upp av hennes dotter Jevgenija Tymosjenko på Självständighetstorget. Partiet Fäderneslandsförbundet (Batkivsjtjyna) leds av den tillförordnade premiärministern  Arsenij Jatsenjuk som inte kandiderar i presidentvalet. Tymosjenko åkte efter frigivningen 22 februari till Självständighetstorget, där hon fick ett blandat mottagande av demonstranterna. Stora delar av åhörarna skanderade under hennes tal "Ruslana – Ruslana – Ruslana!". Tymosjenko ses av många som tillhörande den gamla generationens politiker som haft sin chans men inte visat någon reell vilja till förändring. Julia Tymosjenko var trots detta Fäderneslandsförbundets kandidat.

### UDAR
Vitalij Klytjko meddelade i augusti 2013 att han vill ställa upp som kandidat i presidentvalet, men han är enligt vallagen inte kvalificerad till att kandidera i presidentvalet, då han inte har ”bott permanent i Ukraina i tio år”. ”Ifall en person har permanent uppehälle i ett främmande land, anses denna individ inte bo i Ukraina.” Under hans aktiva boxningskarriär bodde han en längre tid i Tyskland, där han sedan många år har uppehållstillstånd. Han är född i Kazakiska SSR, men det är dock inget konstitutionellt hinder att han inte är född i Ukraina.
Klytjko meddelade 28 mars 2014 att han inte kommer att ställa upp som kandidat i presidentvalet; i stället ger han sitt stöd till Petro Porosjenko som dock går till val som partilös. Klytjko uttalade att "Vi måste nominera en enda kandidat som representerar den demokratiska rörelsen. Detta måste vara en kandidat som åtnjuter starkast möjliga folkliga stöd. I dag är den kandidaten, enligt min mening, Petro Porosjenko". Klytjko ställde istället upp i valet till borgmästareposten i Kiev, ett val som han vann.

### Högernationalisterna
De högernationalistiska partierna representerades av Svobodas kandidat Oleh Tiahnybok, Högra Sektorns kandidat Dmytro Jarosj och Radikala partiets Oleh Ljasjko.

### Ukrainas kommunistiska parti
Petro Symonenko var för fjärde gången kommunistpartiets kandidat.

## Prognoser

### 8 maj
Den 8 maj 2014 släpptes en opinionsmätning med följande procentsiffror: Porosjenko 47,9%, Tihipko 10,6%, Tymosjenko 10,4%.

### 25 maj
I prognoser från vallokalsundersökningar från tre olika undersökningsinstitut placerade Porosjenko sig under valkvällen den 25 maj som överlägsen etta. Han nådde i prognoserna på mellan 55,7 och 57,3 procent av enkätsvaren. Om de faktiska röstsiffrorna bekräftar dessa siffror kommer Porosjenko att bli vald utan behov av en andra valomgång; detta skulle i så fall vara den största presidentvalssegern sedan 1991, då Leonid Kravtjuk valdes till landets första president.
Enligt de sista prognoserna låg Julia Tymosjenko näst bäst till, med siffror på 12,4–12,9 procent. På tredje plats kom något överraskande (jämfört med tidigare opinionsmätningar) Oleh Ljasjko, ledare av det Radikala partiet, med cirka 9 procent. Oleh Tiahnybok, ledare för det högerextrema regeringspartiet Svoboda, nådde drygt 1 procent av enkätsvaren. Detta var samma nivå som för Dmytro Jarosj, ledare för Högra sektorn.
Samtidigt som presidentvalet röstades om borgmästarposter i bland annat Kiev. Där gav motsvarande vallokalsundersökningar en klar ledning för Vitalij Klytjko.

## Valresultat

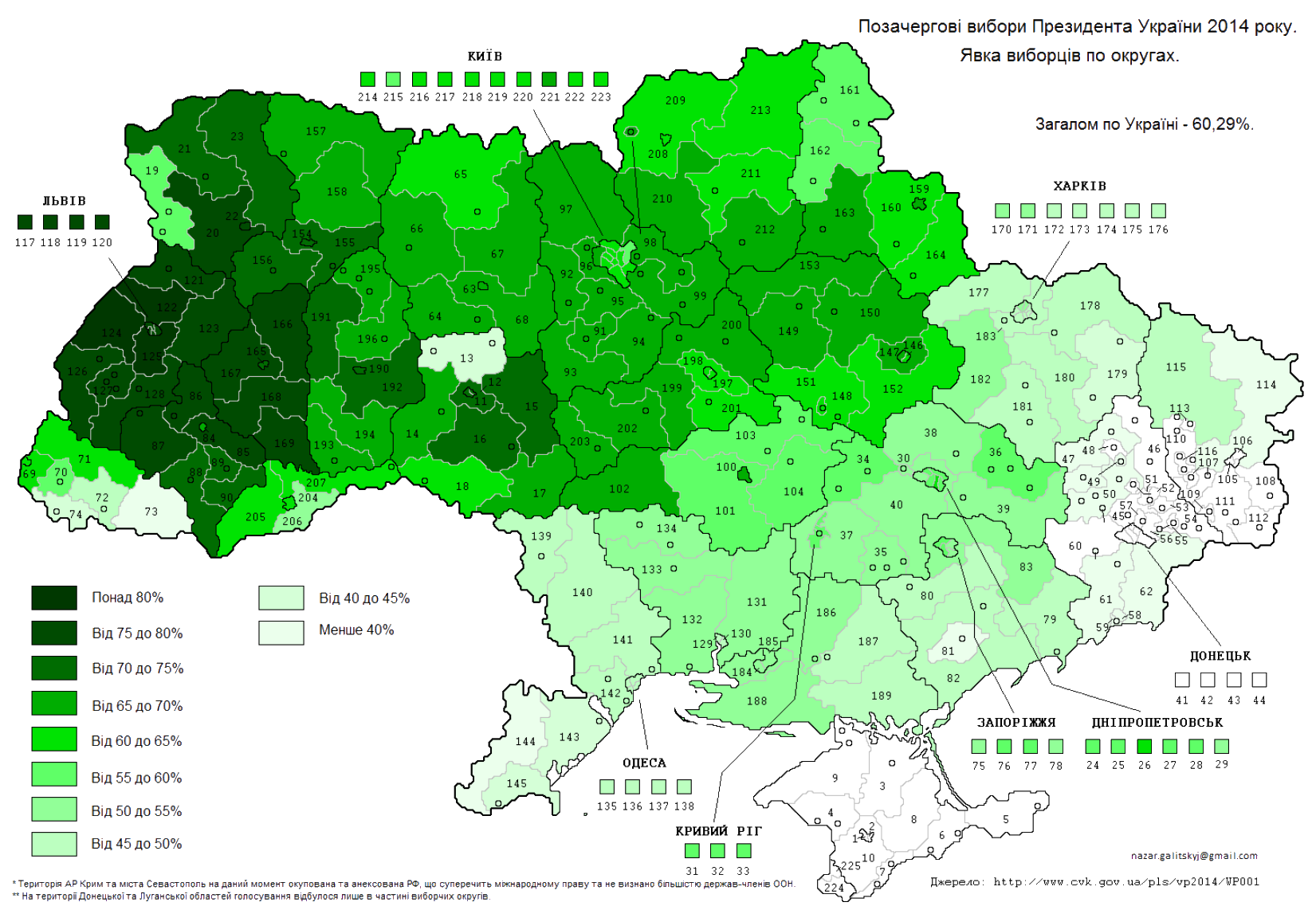
Andelen röstande distrikt för distrikt. Röstviljan var högst i den västligaste delen av landet, där Lviv med omgivningar nådde cirka 80 procents röstandel. Mindre än hälften av de röstberättigade deltog i stora delar av södra och östra Ukraina.

Måndag morgon 26 maj meddelade Ukrainas centrala valkommission att 75,08 procent av de avlagda rösterna hade räknats och att Petro Porosjenko då hade nått en röstandel på 53,89 procent.
29 maj meddelade valkommissionen att samtliga elektroniska röstrapporter hade gåtts igenom. Kandidaternas röstandelar jämfört med det preliminära resultatet två dagar tidigare hade endast förskjutits ifråga om tiondelar av en procent. Närmast efter Porosjenko kom Julia Tymosjenko med 12,81 procent av rösterna.
18,02 miljoner väljare deltog i valet, och 1,35 procent av de avlagda rösterna underkändes. Valkommissionen meddelade att den sammanlagda andelen röstande var 55,33 procent av de röstberättigade.

Resultat med 100 procent av vallokalernas röster inrapporterade:
| Kandidat                | Parti                             | Röster     | %     |
| ----------------------- | --------------------------------- | ---------- | ----- |
| Petro Porosjenko        | oberoende                         | 9 856 975  | 54,70 |
| Julia Tymosjenko        | Fäderneslandsförbundet            | 2 309 812  | 12,81 |
| Oleh Ljasjko            | Radikala partiet                  | 1 500 349  | 8,32  |
| Anatolij Hrytsenko      | Civil Position                    | 989,028    | 5.48  |
| Serhij Tihipko          | oberoende                         | 943,451    | 5.23  |
| Mychajlo Dobkin         | Regionernas parti                 | 546 138    | 3,03  |
| Vadym Rabinovytj        | oberoende                         | 406 369    | 2,25  |
| Olga Bogomolets         | oberoende/Ukrainas socialistparti | 345 386    | 1,91  |
| Petro Symonenko         | Ukrainas kommunistparti           | 272 858    | 1,51  |
| Oleh Tiahnybok          | Svoboda                           | 210 504    | 1,16  |
| Dmytro Jarosj           | Högra Sektorn                     | 127 818    | 0,70  |
| Andrij Hrynenko         | oberoende                         | 73 277     | 0,40  |
| Valerij Konovaljuk      | oberoende                         | 69 569     | 0,38  |
| Jurij Bojko             | oberoende                         | 35 927     | 0,19  |
| Mykola Malomuzj         | oberoende                         | 24 040     | 0,13  |
| Renat Kuzmin            | oberoende                         | 18 689     | 0,10  |
| Vasyl Kujbida           | Folkrörelsen för Ukraina          | 12 392     | 0,06  |
| Oleksandr Klymenko      | Ukrainas folkparti                | 10 545     | 0,05  |
| Vasyl Tsusjko           | oberoende                         | 10 440     | 0,05  |
| Volodymyr Saranov       | oberoende                         | 6 239      | 0,03  |
| Zorjan Sjkirjak         | oberoende                         | 5 021      | 0,02  |
| Underkända röster       | Underkända röster                 | 242 575    | 1,35  |
| Sammanlagt antal röster | Sammanlagt antal röster           | 18 019 456 | 100   |
| Källa: UCV              |                                   |            |       |

## Valkampanj och valdeltagande
Valet skedde i skuggan av Rysslands annektering av Krim. I Donetsk och Luhansk oblast hade separatistiska republiker utropats (se Proryska protester i Ukraina 2014), och där pågick inför och under valdagen väpnade strider mellan Ukrainas armé och väpnade styrkor lojala till de separatistiska republikerna. I stora delar av de två oblasten hade de ukrainska polismyndigheterna mer eller mindre upphört att fungera, vilket gjorde att den ukrainska valmyndigheten inte kunde skydda vallokaler, röstlängder och sin personal mot attacker från de väpnade separatiststyrkorna.
Röstning på valdagen kunde slutligen genomföras i två av 12 valdistrikt i Luhansk oblast och i sju av 22 i Donetsk oblast. Detta gällde framför allt delar av västra och större delen av södra Donetsk oblast, exempelvis i och kring Mariupol. I den senare staden hade en av områdets "starka män" Rinat Achmetov låtit delar av sin personal ta hand om den lokala säkerheten, i brist på ukrainsk polis.
I Donetskregionen var totalt endast cirka 20 procent (426 av 2 430) av vallokalerna igång under valdagen, efter att proryska aktivister blockerat vallokaler och förstört valurnor. I själva staden Donetsk var inga vallokaler öppna, och inga eller mycket få av de 1 200 internationella valobservatörer som sänts för att övervaka presidentvalet kunde av säkerhetsskäl närvara i den här östligaste regionen.
I övriga delar av Ukraina (utom Krim, där Ryssland tagit över kontrollen) röstade enligt vissa rapporter mellan 30 och över 50 procent av de röstberättigade. Högsta röstsiffrorna nåddes i centrala och västra delen av landet, medan röstsiffrorna i Zakarpatska oblast, Charkiv oblast och de tre oblasten i söder meddelades ligga mellan 30 och 40 procent. Andra rapporter talade dock om röstsiffror på cirka 60 procent.